# 알가라파 SC
알가라파 스포츠 클럽(아랍어: نادي الغرافة الرياضي)은 카타르의 프로 축구 클럽으로 수도 도하를 연고로 하고 있다.
1979년 알이티하드 도하라는 이름으로 창단 되었으나 2004년에 지금의 이름으로 바뀌었다.

## 역대 우승 기록

#### 국내 타이틀
- 카타르 리그

우승 (8): 1991-92, 1997-98, 19988-99, 2001-02, 2004-05, 2007-08, 2008-09, 2009-10
- 카타르 아미르 컵

우승 (5): 1994-95, 1995-96, 1997-98, 2001-02, 2009
- 카타르 크라운 프린스 컵

우승 (3): 1999-2000, 2010, 2011
- 카타르 스타즈 컵

우승 (1): 2009

## 선수 명단

### 현역
참고: FIFA 자격 규정에 따라 소속된 국가대표팀 국기를 표시합니다. 선수는 복수의 FIFA 비회원국 국적을 가지고 있을 수 있습니다.
| 번호 | 포지션 | 국적       | 이름                |
| ---- | ------ | ---------- | ------------------- |
| 8    | MF     | 알제리     | 야친 브라히미       |
| 10   | FW     |            | 로드리고            |
| 15   | GK     |            | 세르히오 리코       |
| 20   | DF     |            | 장현수              |
| 24   | MF     | 아이슬란드 | 아론 귄나르손       |
| 31   | MF     | 튀니지     | 모하메드 압델라흐만 |
| 32   | DF     |            | 마티아스 나니       |
| 42   | DF     | 세네갈     | 세이두 사노         |

| 번호 | 포지션 | 국적 | 이름 |
| ---- | ------ | ---- | ---- |

## 역대 감독
| 감독                | 임기      |
| ------------------- | --------- |
| 요제프 히커스베르거 | 2001~2002 |
| 크리스티앙 구르퀴프 | 2002~2003 |
| 브뤼노 메취         | 2005~2006 |
| 알랭 페랭           | 2012~2013 |
| 지쿠                | 2013~2014 |
| 크리스티앙 구르퀴프 | 2018~2019 |
| 슬라비샤 요카노비치 | 2019~2021 |
| 페드루 마르팅스     | 2022~     |